# 顾刚
顾刚（1977年4月—），男，陕西鎮安人。1998年7月参加工作，1997年4月加入中国共产党，中华人民共和国政治人物、会计师。曾任海南省人民政府副省长。现任中共长春市委副书记，长春市人民政府党组书记、代理市长。

## 简历
1994年9月考入东北财经大学会计学院注册会计师专业，1998年7月畢業。

### 企业经历
1998年7月至2001年9月，就职于国有企业中国种子集团，担任财务及主管会计职务。
2001年9月至2002年7月，加入中国银泰投资有限公司，任财务部业务经理。
2002年7月至2004年7月，担任海南三亚瑞达置业有限公司财务总监，期间攻读中国人民大学会计学院研究生课程。
2004年7月至2005年8月，就职于湖南省国资委管理的国有企业湖南金果实业股份有限公司，任董事和财务总监。
2005年8月至2008年9月，在北京银泰置业有限公司担任财务总监。

### 海南省
2008年9月，开始进入政府系统工作，任海南省国资委管理的正厅级企业海南省发展控股有限公司副总经理、党委委员。期间，于2012年7月至2013年7月挂职浙江省宁波市北仑区副区长。同时，获得长江商学院高级管理人员工商管理硕士（MBA）和中国矿业大学工程管理专业博士学位。
2015年7月，调任海南省海口国家高新技术产业开发区工委书记。
2016年11月，出任海口市人民政府副市长、党组成员，兼任海口国家高新技术产业开发区工委书记。
2017年2月，任海口市委常委。
2017年5月，任海口市人民政府常務副市長。
2018年9月，出任海南省发展控股有限公司党委书记、董事长，同时兼任海南博鳌乐城国际医疗旅游先行区管理局局长职务。
2020年2月，担任海航集团有限公司执行董事长、海南省海航集团联合工作组组长，主持海航集团破产重整工作，2021年1月兼任海航集团党委书记，2021年底辞去执行董事长和党委书记职务。
2021年12月，出任海南省发展和改革委员会主任，成为当时全国最年轻的该职务任职者。
2023年1月，被任命为海南省人民政府副省长，成为当时全国最年轻的副省级领导干部，分管营商环境、生态环境、工业、商务等工作。

### 吉林省长春市
2025年7月，调任中共长春市委副书记、长春市人民政府党组书记、代理市长，成为当前中国最年轻的副省级市政府一把手。

## 轶事

### 海航空姐受冻，领导半夜体验挨冻
2021年10月9日，一名海航白金卡旅客路过海航控股北京基地，发现一名乘务员在基地门口蹲在路边等车，冻得瑟瑟发抖。这名旅客立即将照片发给时任海航集团党委书记顾刚，顾刚立即回复了“马上”，并批示要加强对员工的关心关爱。一周后，海航集团党委在工作检查中，发现海航控股仍迟迟未进行相应调整。对此，10月16日晚上，海航控股领导班子成员飞往北京首都国际机场，穿着单薄的衬衫，站在海航控股北京基地室外，体验工作人员等车之苦，并连夜召开专题会深刻反思。

## 外部鏈接
- 海南省人民政府：顾刚
- 海南省发展和改革委员会：顾刚 []（页面存档备份，存于）

| 中華人民共和國政府职务 | 中華人民共和國政府职务                             | 中華人民共和國政府职务 |
| ---------------------- | -------------------------------------------------- | ---------------------- |
| 前任： 王子联          | 长春市人民政府市长 （代理） 2025年7月－            | 現任                   |
| 前任： 符宣朝          | 海南省发展和改革委员会主任 2021年12月－2023年3月   | 繼任： 綦树利          |
| 商界職務               |                                                    |                        |
| 前任： 谢京            | 海南省发展控股有限公司董事长 2018年9月－2021年11月 | 繼任： 马咏华          |